# Nécropole de L'Osteria
La nécropole de l'Osteria est un ensemble de tombes étrusques, datant probablement des VIIIe et VIe siècles av. J.-C., située près de la ville de Vulci dans la  province de Viterbe dans le nord du Latium.

## Histoire
La nécropole s'étend dans la zone septentrionale de Vulci au lieu-dit de l'Osteria.
La nécropole a été fouillée dans les années 1900. Les tombes mises au jour sont a camera avec vestibule à ciel ouvert, creusées dans le tuf et datent, pour la plupart, de la  période hellénistique et certaines de la période orientalisante. La nécropole est comprise dans le Parco Archeologico Ambientale di Vulci. 
Les relevés, effectués durant les fouilles, permettent de retracer certaines tombes qui ne sont plus localisables maintenant (Tombe du Soleil et de la Lune et Tombe Campanari). Le matériel récupéré est conservé au Musée archéologique de Florence et à celui de Vulci.

### Principales tombes
- Tombe de la Panatenaica[1].
- Tombe des Plafonds sculptés
- Tombe du peintre de la Sphinge barbue
- Tombe du Soleil et de la Lune
- Tombe Campanari
- Tombe du Guerrier